# Barranc de Ca l'Andreu
El Barranc de Ca l'Andreu és un torrent afluent per la dreta del Torrent de Cal Morros que transcorre íntegrament pel terme municipal de Pinós (Solsonès). La seva xarxa hidrogràfica està constituïda per un únic curs fluvial.